# 10,5 cm SK C/32
10,5 см SK C/32 (SK — Schnelladekanone (швидкозарядна гармата) C — Construktionsjahr (рік розробки) — це німецька морська гармата яку широко використовували на кораблях Крігсмаріне під час Другої світової війни. Спочатку гармата була розроблена як сухопутна зброя, її використовували, як зенітну та у береговій артилерії; вологозахисні версії встановлювали на підводні човни.

## Опис
10,5 см SK C/32 була гарматою зі скріпленим стволом з довжиною ствола 45 калібрів, з кожухом та затвором вагою приблизно 1,8 тонни. Гармата стріляла 10,5 см унітарними снарядами, які були довжиною 1,51 метра, вагою 24,2 кг і мали заряд вагою 4,08 кг. Знос ствола становив 4 100 пострілів на ствол.

## Надводні кораблі
Гармата 10,5 см SK C/32 встановлювалася на три різні типи установок. Установка MPLC/30 була модифікованою установкою від гармати 8,8 см для стрільби під великими кутами. Установка для стрільби під малими кутами MPLC/32 використовувалася на торпедних катерах Type 35, Type 37, катери класі F і тральники Type 40. Установки для стрільби під великими кутами MPLC/32 gE використовували на крейсері Emden, лінкорі Schlesien, лінкорі SMS Schleswig-Holstein, торпедних катерах Type 39, тральниках Type 35 та Type 43.
Дві такі гармати були головним озброєнням на румунському кораблі Amiral Murgescu.

## Підводні човни
Гармата 10,5 см SK C/32 стандартною палубною гарматою з малими кутами наведення перед рубкою субмарин type I, type IX та type X. Установки LC/32, які встановлювали на субмарини type I та на перші type IX мали вагу приблизно 5 тонн. Пізніше на човнах type IX та type XB використовували легшу установку LC/36 з максимальним кутом піднесення у +30°. На початку війни, ці гармати використовували, щоб зупиняти окремі торгові кораблі або топити пошкоджені торпедами кораблі.
Деякі гармати були перенесені з субмарин на мінні тральники type 40, після того, як гармати без щитів довели свою непрактичність проти озброєних транспортів та торгових конвоїв.
Одна гармата була встановлена на субмарині Marsuinul румунських військово-морських сил. Гармата, разом з шістьма 533 мм торпедними апаратами, зробило її найпотужнішою субмариною нацистів на Чорному морі.

## Берегова оборона

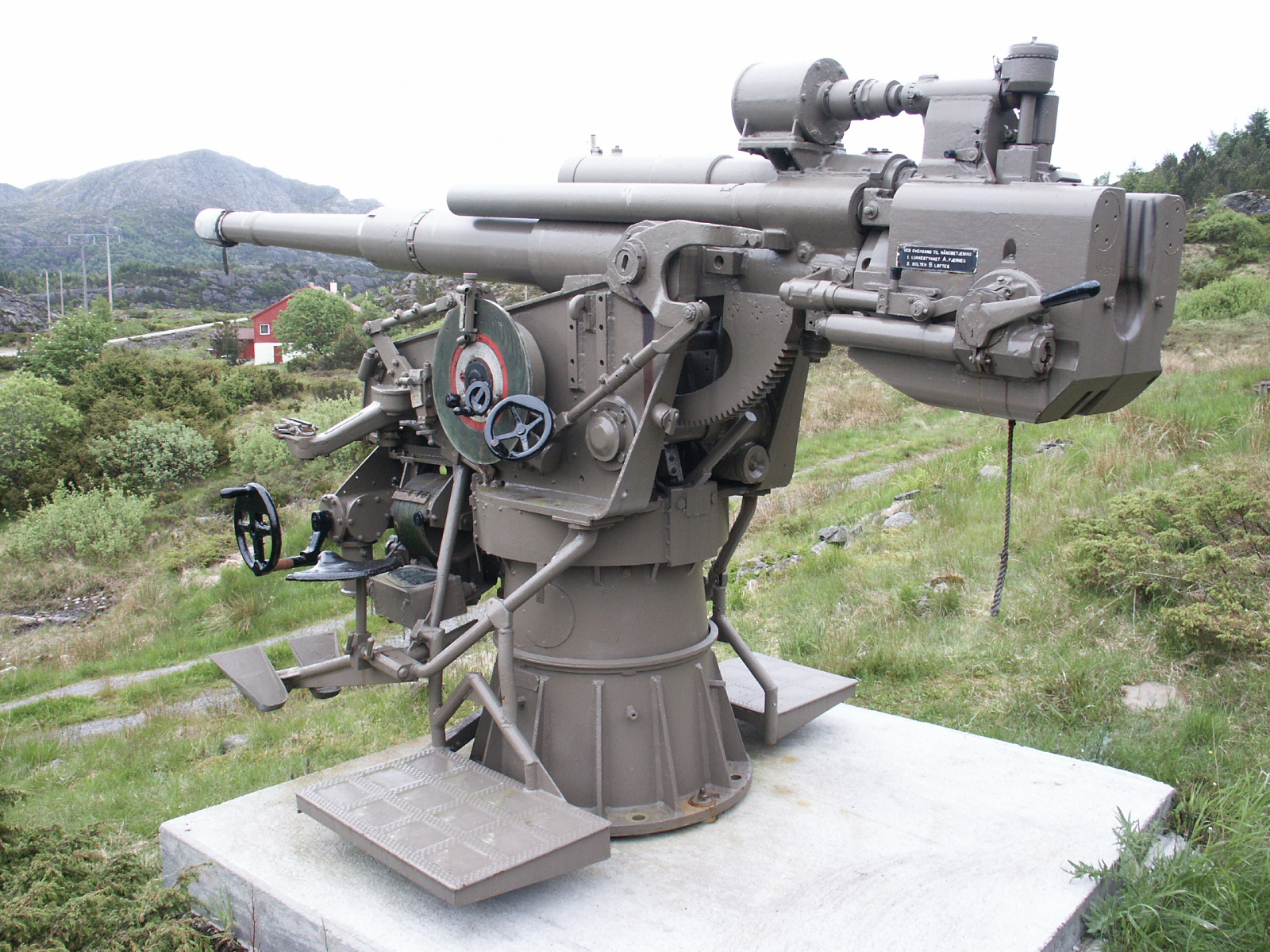
105 мм SK C/32 гармата у фортеці Фьєлль, Норвегія

Норвегія використовувала ці гармати на берегових батареях до 2002.

### Схожі гармати
- QF 4 inch Mk XII & Mk XXII guns: Менш потужна британська гармата для субмарин